# Тип 60 (бронетранспортёр)
Бронемашина Тип 60 (яп. 60式装甲車) — японский бронетранспортёр 1960-х годов.

## История создания и производства
Создан в 1956—1959 годах совместно фирмами «Мицубиси» и «Комацу» для вооружения воссозданных незадолго до этого Сил самообороны Японии. Принят на вооружение в 1960 году.
Производство Типа 60 было начато обеими фирмами в 1960 году, однако из-за малых его темпов стоимость бронетранспортёра оказалась крайне высокой. Всего было выпущено 428 машин этого типа, включая специализированные варианты.
В 1973 году на вооружение был принят бронетранспортёр Тип 73, начавшие замещать бронетранспортеры "тип 60". В 1989 году на вооружение была принята боевая машина пехоты "тип 89", а в 1996 году - "тип 96", что привело к дальнейшему сокращению количества бронетранспортёров "тип 60" в войсках.

## Модификации

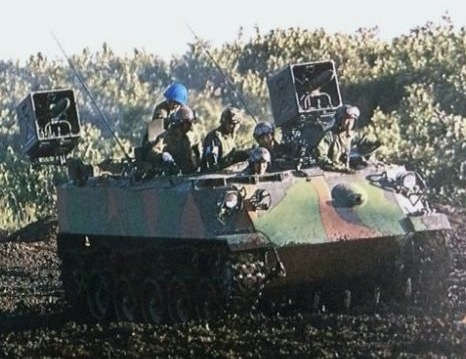
бронетранспортёр "тип 60" с двумя пусковыми установками ПТУР "тип 64"

- бронетранспортёр «60» (модель SV-1) - бронетранспортёр с шестью опорными катками, принят на вооружение в 1960 году. Первые машины были вооружены 12,7-мм пулемётом M2HB с противопульным щитком и 7,7-мм японским пулемётом[1] (в дальнейшем, японский пулемёт заменяли на 7,62-мм пулемёт M1919)
- бронетранспортёр «60» (модель SV-2) - бронетранспортёр с пятью опорными катками, демонстрационный образец впервые представлен в 1962 году[1].
- 81-мм самоходный миномет «60»[1][2] (принят на вооружение в 1963 году): вооружение — 81-мм американский миномёт M29 японского производства и 12,7-мм зенитный пулемёт M8C; экипаж — 5 человек.
- 106,7-мм самоходный миномёт «60»[1][2] (принят на вооружение в 1963 году): вооружение — 106,7-мм американский миномёт M30 японского производства и 12,7-мм зенитный пулемёт M8C; экипаж — 5 человек.

## Конструкция

### Броневой корпус
Полностью закрытый корпус бронетранспортера «60» выполнен из стальных броневых листов. Лобовые листы корпуса расположены наклонно, а бортовые и кормовой — вертикально. В средней части лобового листа установлена лебёдка, а слева сверху — шаровая установка для 7,62-мм курсового пулемёта M1919A4.
В передней части крыши корпуса размещена башенка механика-водителя, а справа от неё монтируется установка для 12,7-мм зенитного пулемёта M2HB.
Посадка и высадка десанта производится с кормы, для чего кормовой лист бронетранспортёра выполнен откидным.

### Двигатель и трансмиссия
Силовое отделение расположено в передней части корпуса. В силовом отделении установлен восьмицилиндровый дизельный двигатель 8HA21WT воздушного охлаждения с V-образным расположением цилиндров.

### Ходовая часть
Ходовая часть состоит из торсионной подвески, пяти опорных и трех поддерживающих катков (на каждую сторону) и ведущих колёс переднего расположения.

## На вооружении
- Япония — по данным отчетов Японии в ООН, в 1998 году на вооружении имелось 303 бронетранспортёра "тип 60" и пять 107-мм самоходных миномётов на базе "тип 60"[3], в 1999 году осталось 265 бронетранспортеров "тип 60"[4], в 2000 году - 223 бронетранспортера[5], в 2003 году - 97[6], в 2005 году - 33 бронетранспортёра[7], в дальнейшем они были сняты с вооружения.

## Примечания

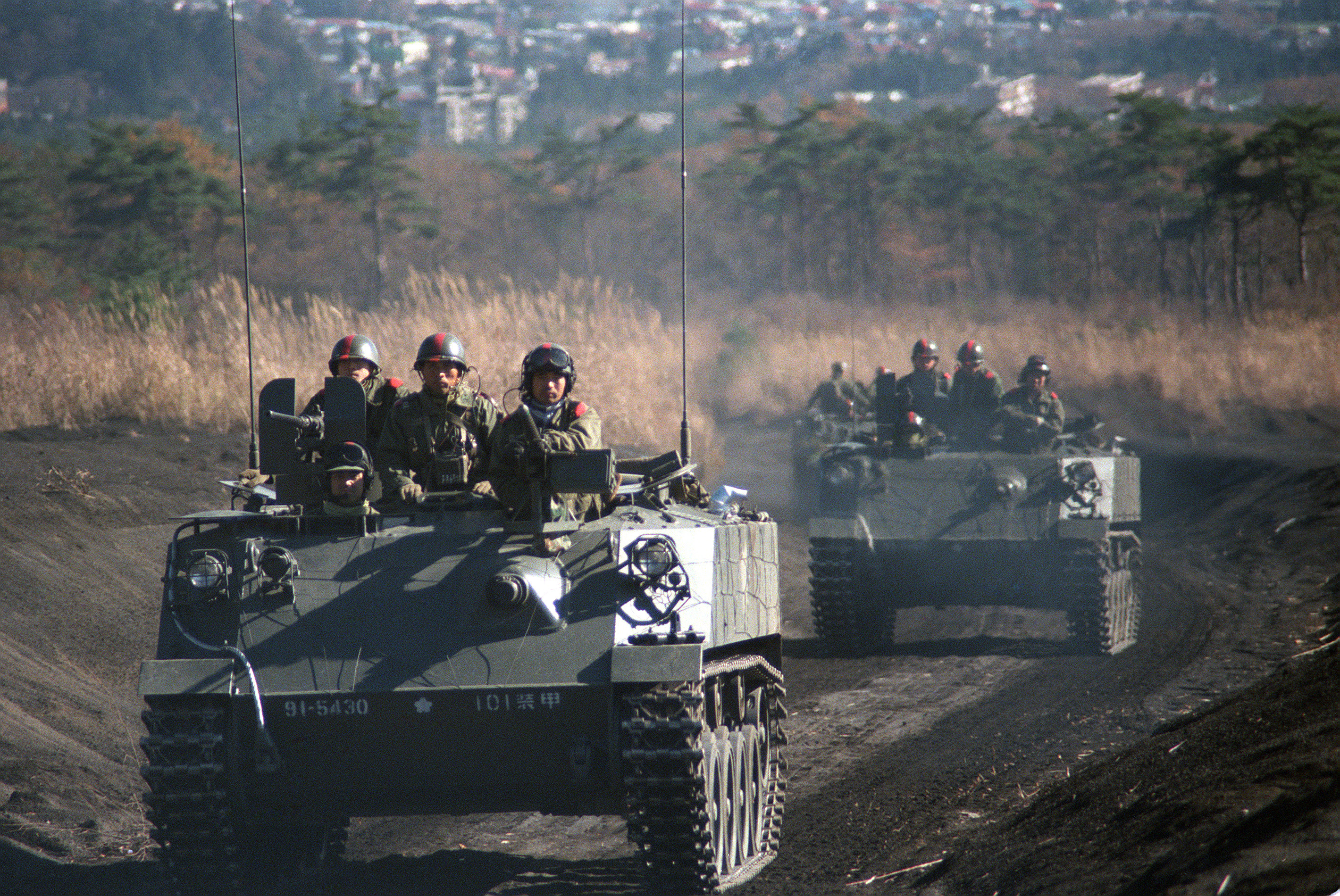
бронетранспортёры «60» на учениях "Orient Shield" (17 ноября 1985)